# Mac-1
Mac-1 (англ. Macrophage-1 antigen), или CR3 (англ. Complement receptor 3) (интегрин αMβ2) — мембранный белок, гетеродимерный интегрин подсемейства β2-интегринов, состоящий из альфа цепи αM (CD11b) и бета цепи β2 (CD18). Рецептор комплемента лейкоцитов, играет роль в системе врождённого иммунитета.

## Функции
Mac-1, или CR3, (CD11b/CD18) является поверхностным клеточным рецептором лейкоцитов. Его экспрессируют гранулоциты, в основном нейтрофилы), естественные киллеры, моноядерные фагоциты, такие как макрофаги. CR3 относится к рецепторам опознавания паттерна и способен распознавать и связывать многие поверхностные молекулы бактерий. Кроме этого, CR3 распознаёт компонент комплемента iC3b, когда последний связан с чужеродными клетками. Связывание рецептора вызывает последующий фагоцитоз и деградацию чужеродной клетки.
Mac-1 способен модулировать процесс клеточного выбора: в присутствии интелейкина-2 он может приводить к увеличению продолжительности жизни иммунной клетки, а в присутствии TNF индуцирует апоптоз и селективное удаление клетки. Нейтрофил в активированном состоянии может содержать более 200 тысяч копий белка на своей поверхности.